# Фігурне катання на зимових Олімпійських іграх 1988
Змагання з фігурного катання на зимових Олімпійських іграх 1988 відбулись у Стампід-Коррал, Скоушабенк-Седдлдоум і на Олімпійській арені імені отця Девіда Бауера в Калгарі (Канада).

## Таблиця медалей
| Місце              | Країна             | Золото | Срібло | Бронза | Загалом |
| ------------------ | ------------------ | ------ | ------ | ------ | ------- |
| 1                  | СРСР               | 2      | 2      | 1      | 5       |
| 2                  | США                | 1      | 0      | 2      | 3       |
| 3                  | НДР                | 1      | 0      | 0      | 1       |
| 4                  | Канада             | 0      | 2      | 1      | 3       |
| Загалом (4 збірні) | Загалом (4 збірні) | 4      | 4      | 4      | 12      |

## Медалісти
| Дисципліна                  | Золото                                     | Срібло                                     | Бронза                                 |
| Одиночне катання (чоловіки) | Браян Бойтано · США                        | Браян Орсер · Канада                       | Віктор Петренко · СРСР                 |
| Одиночне катання (жінки)    | Катаріна Вітт · НДР                        | Елізабет Менлі · Канада                    | Дебі Томас · США                       |
| Парне катання               | СРСР · Катерина Гордєєва · Сергій Гриньков | СРСР · Олена Валова · Олег Васильєв        | США · Джил Вотсон · Пітер Оппеґард     |
| Танці на льоду              | СРСР · Наталія Бестем'янова · Андрій Букін | СРСР · Марина Климова · Сергій Пономаренко | Канада · Трейсі Вілсон · Роберт Маккол |

### Країни-учасниці
У змаганнях з фігурного катання на Олімпійських іграх у Калгарі взяли участь спортсмени 25-ти країн.
- Австралія
- Австрія
- Бельгія
- Болгарія
- Канада
- Китай
- Чехословаччина
- Китайський Тайбей
- НДР
- Франція
- Велика Британія
- Угорщина
- Італія
- Японія
- Мексика
- КНДР
- Польща
- Південна Корея
- СРСР
- Іспанія
- Швеція
- Швейцарія
- США
- Західна Німеччина
- Югославія